# 児玉和興
児玉 和興（こだま かずおき、1965年6月8日 - ）は、1980年代～1990年代に活躍したスキーノルディック複合の選手。

## 略歴
- 長野県下高井郡山ノ内町出身
- 長野県中野実業高等学校～明治大学
- 身長175cm
- 1987年山ノ内町民栄誉賞受賞

## 成績
- 1987年世界選手権
  - 個人30位
  - 団体7位（阿部雅司、児玉和興、宮崎秀基）
- 1987年ユニバーシアード冬季競技大会
  - 個人銀メダルストラプスケプレソ（チェコスロバキア）
- 1988年カルガリーオリンピック複合
  - 個人36位
  - 団体9位（宮崎秀基・阿部雅司・児玉和興）
- 1989年世界選手権
  - 個人38位
  - 団体10位（児玉和興、宮崎秀基、丸山寿明）
- 1991年世界選手権（ヴァル・ディ・フィエンメ）
  - 個人24位
  - 団体銅メダル（三ヶ田礼一・阿部雅司・児玉和興）

## 引退後の活動
- 1998年長野オリンピックノルディック複合コーチ。